# Gheorghești, Mehedinți
Gheorghești este un sat în comuna Ponoarele din județul Mehedinți, Oltenia, România.